# David Humphreys
David George Humphreys (Belfast, 10 de septiembre de 1971) es un exjugador y entrenador irlandés de rugby que se desempeñaba como apertura. Actualmente entrena a Gloucester Rugby.

## Carrera
Debutó en primera del Ulster Rugby en 1990. Por la llegada del profesionalismo al deporte en 1995, lo contrató London Irish por tres años. Fue invitado a jugar en los Barbarians en 1998 y 1999.
Finalizado el contrato volvió a Ulster Rugby con quien se retiró en 2008. Antes, capitaneó al equipo norirlandés a la consecución de la Copa de Campeones en 1999.

## Selección nacional
Debutó con el XV del Trébol en 1996 y se retiró de ella diez años después en 2006. En total jugó 72 puntos y marcó 560 puntos.

### Participaciones en Copas del Mundo
| Mundial                       | Sede      | Resultado        | PJ | Pts |
| ----------------------------- | --------- | ---------------- | -- | --- |
| Copa Mundial de Rugby de 1999 | Gales     | Octavos de final | 3  | 40  |
| Copa Mundial de Rugby de 2003 | Australia | Cuartos de final | 4  | 17  |

## Entrenador
Al retirarse solicitó ser entrenador de su club y fue aceptado. Su mayor logro con Ulster Rugby fue alcanzar la final de la Copa de Campeones en la temporada 2011/12.
En 2014 fue contratado por Gloucester Rugby, Humphreys logró obtener la Copa Desafío en su primera temporada con el club inglés.

## Palmarés
- Campeón de la Copa Heineken 1998–99.[1]
- Campeón de la Celtic League de 2005-06.

Como entrenador:
- Campeón de la Copa Desafío de 2014/15.